# Gonzalo Rubio Orbe
Gonzalo Rubio Orbe (29 de junio de 1909-24 de octubre de 1994), fue un antropólogo e historiador ecuatoriano

## Vida
Nacido en Otavalo, en una familia de granjeros, el segundo de siete hijos y el mayor de los tres hermanos varones.
Obtuvo un doctorado en educación de la Universidad Central del Ecuador
Se distinguió como antropólogo e historiador de la escuela indigenista, cuyos integrantes fueron considerados como un grupo radical de intelectuales que colocó el patrimonio indígena precolombino de América Latina en igualdad de condiciones que el patrimonio del conquistador español.

## Filiación política
Perteneció al Partido Socialista Ecuatoriano

## Diplomático
Participó en el servicio diplomático en México y otros países de América Central, cual le permitió crear muchos contactos con indigenistas en otros países y establecer su reputación internacional en el campo.

## Cargos y funciones
Más tarde llegó a director de la escuela de capacitación docente del Colegio Normal Juan Montalvo en Quito, Director Nacional de educación y subdirector del Comité de coordinación económica (Junta Nacional de Planificación y Coordinador General Económico) y la planificación nacional, continuó dando conferencias a estudiantes universitarios hasta el último día de su vida.

## Fallecimiento
Murió repentinamente de un ataque al corazón tras ascender ocho tramos de escaleras para pronunciar una conferencia, debido a un ascensor roto.

## Obras principales
Su principal obra fue Los Indios Ecuatorianos (1988), así como un gran número de artículos en revistas de antropología.
Su hermano Alfredo Rubio Orbe era abogado y también contribuyó al indigenismo, principalmente, escribiendo sobre cuestiones jurídicas relativas a los pueblos indígenas.